# Victor Borghi
Victor Maurice Borghi (Ormont-Dessous, 3 novembre 1912 – Ormont-Dessous, 8 marzo 1986) è stato un fondista svizzero.

## Biografia
Nato nel 1912 a Ormont-Dessous, era prozio della sciatrice alpina Catherine Borghi, partecipante alle Olimpiadi di Nagano 1998 e Salt Lake City 2002.
A 35 anni partecipò ai Giochi olimpici di Sankt Moritz 1948, nella 50 km, non terminandola.
Morì nel 1986, a 73 anni.